# Werner Behrendsen
Werner August Felix Behrendsen (Berlín, 6 de julio de 1863 - 21 de diciembre de 1923) fue un médico y un botánico amateur alemán.

## Algunas publicaciones
- werner Behrendsen. 1904. Zwei neue Alectorolophus-Formen. 4 pp.
- -----------------------. 1904b. Ein neuer Moehringia-Bastard. 2 pp.

### Libros
- werner Behrendsen. 1904. Ueber Saison-Dimorphismus im Tier- und Pflanzenreich. 15 pp.
- -----------------------, j.v. Sterneck. 1903. Einige neue Alectorolophus-Formen. 26 pp.
- -----------------------. 1888. Über die Verbreitung des Echinococcus im menschlichen Organismus (Sobre la distribución de Echinococcus en el organismo humano). Editor Schade, 35 pp.

## Eponimia
- (Scrophulariaceae) Alectorolophus behrendsenii Sterneck ex Behrend. & Sterneck[1]
- (Scrophulariaceae) Rhinanthus behrendsenii (Sterneck) Kunz[2]